# قانون علم الأعصاب

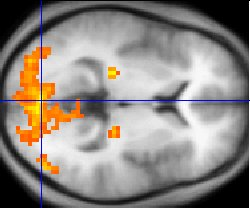
مثال على تصوير الدماغ بالرنين المغناطيسي الوظيفي. تظهر مخرجات التصوير بالرنين المغناطيسي الوظيفي بالخط العريض (باللون الأصفر) فوق صورة تشريح الدماغ (باللون الرمادي) التي تم أخذ متوسطها من عدة أشخاص. تُستخدم صور مماثلة في مجموعة متنوعة من التطبيقات، بما في ذلك القانون الآن.

قانون علم الأعصاب هو أحد الفروع الدراسية متعددة التخصصات التي تختص في تأثيرات اكتشافات العلوم العصبية على القواعد والمعايير القانونية. بالاستناد إلى كل من العلوم العصبية، والفلسفة، وعلم النفس الاجتماعي، وعلم الأعصاب المعرفي وعلم الإجرام، يسعى ممارسو قانون علم الأعصاب إلى دراسة القضايا الوصفية والتنبئية المتعلقة بكيفية استخدام العلوم العصبية في الوقت الحالي وفي المستقبل داخل النظام القانوني، فضلًا عن القضايا المعيارية المتعلقة بالوسائل الواجب اتباعها وتلك الواجب تجنبها عند استخدام العلوم العصبية.
أدى التقدم السريع في أبحاث التصوير بالرنين المغناطيسي الوظيفي (إف إم آر آي) إلى نشوء العديد من الأفكار الجديدة حول البنية والوظيفة العصبية التشريحية، ما سمح بإيجاد فهم أفضل للمعرفة والسلوك البشريين. نتيجة لذلك، نشأت العديد من التساؤلات المتعلقة بكيفية تطبيق هذه النتائج في علم الإجرام والإجراءات القانونية. تشمل المجالات الرئيسية لأبحاث قانون علم الأعصاب في الوقت الحالي كلًا من التطبيقات في قاعة المحكمة، والتأثيرات القانونية لنتائج العلوم العصبية وكيفية إنشاء سلطة قضائية متعلقة بالعلوم العصبية إلى جانب تطبيقها. 
على الرغم من تزايد الاهتمام في قانون علم الأعصاب بالإضافة إلى تطبيقاته الواعدة، يقر المجال القانوني بوجود فرصة كبيرة لإساءة الاستخدام ويمضي بحذر مع نتائج الأبحاث الجديدة.

## التاريخ
تمت صياغة مصطلح القانون العصبي لأول مرة من قبل شيرود تايلور في عام 1991، في مقال نشر في مجلة علم النفس العصبي يحلل دور علماء النفس والمحامين في نظام العدالة الجنائية. بعد هذا النشر، بدأ العلماء من كلا المجالين في التواصل من خلال العروض التقديمية والحوارات، والبدء في نشر الكتب والمقالات وغيرها من المؤلفات حول هذا التقاطع. بالتوازي مع توسع القانون العصبي، كان ظهور الأخلاق العصبية يتطور.
كان من الممكن التصويت بشكل أفضل على التقاطع بين القانون العصبي والأخلاق من خلال بدء مشروع القانون وعلم الأعصاب من قبل مؤسسة ماك آرثر. أطلقت المرحلة الأولى من هذا المشروع في عام 2007 بمنحة قدرها 10 ملايين دولار. دعمت المبادرة أربعين مشروعًا تتناول العديد من القضايا، بما في ذلك البيانات التجريبية والنظرية التي ستوفر المزيد من الأدلة حول كيفية قيام علم الأعصاب بتشكيل القانون في نهاية المطاف. يعد معهد جروتر للقانون والأبحاث السلوكية ومؤسسة دانا من المؤسسات البارزة التي تتلقى المنح وتجري أبحاثًا في مجال القانون العصبي في إطار هذه المبادرة.
أثارت نيورولو أيضًا اهتمامات العديد من الجامعات، مثل مبادرة كلية بايلور للطب حول علم الأعصاب والقانون، المعروفة الآن باسم المنظمة الوطنية غير الربحية، والتي تسمى مركز العلوم والقانون. تسعى SciLaw، كما تُعرف المنظمة، إلى الاستفادة من علم الأعصاب والقانون والأخلاق والبرمجة وعلوم البيانات لتحليل السياسات وتطوير الحلول لتعزيز نظام العدالة الجنائية. هدفهم المعلن هو «توجيه السياسة الاجتماعية بطريقة قائمة على الأدلة، وبالتالي تقليل معدلات السجن وتوفير خيارات مبتكرة لتحسين نظام العدالة الجنائية بطريقة فعالة من حيث التكلفة وإنسانية». بدأ مركز جامعة بنسلفانيا لعلم الأعصاب والمجتمع في يوليو 2009، وهو يعمل على مواجهة الاستنتاجات الاجتماعية والقانونية والأخلاقية لعلم الأعصاب. أنشأت جامعة فاندربيلت أول درجة دكتوراه/دكتوراه مزدوجة في الولايات المتحدة في عام 2010.

## علم الجريمة العصبية
لقد شكلت بعض المصادر المهمة الطريقة التي يتم بها استخدام علم الأعصاب حاليًا في قاعة المحكمة. في المقام الأول، كتاب جي شيرود تايلور، القانون العصبي: إصابة الدماغ والنخاع الشوكي (1997)، والذي استخدم كمورد للمحامين لتقديم المصطلحات الطبية بشكل صحيح إلى قاعة المحكمة ومواصلة تطوير مضامين علم الأعصاب في التقاضي. في هذا الكتاب، شرح تايلور أيضًا عواقب قضية دوبيرت ضد شركة ميريل داو للأدوية. أدت هذه القضية التي رفعتها المحكمة العليا في الولايات المتحدة إلى ما يعرف الآن بمعيار دوبيرت، الذي يضع القواعد المتعلقة باستخدام الأدلة العلمية في قاعة المحكمة. يحكم هذا المعيار الطريقة التي يمكن بها تقديم أدلة علم الأعصاب أثناء الدعوى القضائية.

### التصور الإجرامي
في الآونة الأخيرة، قدم بيتوفت وزملاؤه مصطلحًا تمت صياغته حديثًا: «الإدراك الإجرامي» «كقدرة تجعل من الممكن للطفل فهم المواقف الإجرامية والتصرف بشكل قانوني». يشمل المصطلح صفتين متشابكتين متميزتين للأطفال يعني الشخصيات الاجتماعية والأخلاقية. الأول يستخدم مناطق الدماغ التي تساهم في الإدراك المعياري وإدراك الشخص؛ والأخيرة تنبع من الشبكات المعرفية التي من خلالها يتحقق الشعور الغريزي، والوعي العاطفي، والتداول الواعي في الموقف الإجرامي. 

### التنبؤ بالجريمة
توفر الاختبارات السلوكية وأدلة التصوير العصبي طرقًا أكثر دقة للتنبؤ بالسلوك البشري. إن تطوير هذه الأدوات لاستخدامها في علم الجريمة سيكون مفيدًا بشكل خاص في تحديد مدة العقوبة الجنائية وفي تقييم المخاطر التي يجب أن يظل المجرمين بسببها في السجن أو يتم إطلاق سراحهم بناءً على التنبؤ بالجرائم المستقبلية. إن تكييف هذه الأدوات لا يساعد فقط في عملية العودة إلى الإجرام، بل يمكن أن يظهر أيضًا مؤشرات على الحاجة إلى إعادة التأهيل الشخصي. وفي ضوء هذه المعلومات وتطبيقاتها المحتملة، يسعى النظام القانوني إلى خلق توازن بين العقوبة والعقوبات على أساس القدرة على التنبؤ بنشاط إجرامي إضافي.
قام مركز العلوم والقانون بتطوير مجموعة من تقييمات المخاطر الإدراكية العصبية المتنقلة والمُستخدمة في الألعاب (NCRA) للمساعدة في توجيه الأشخاص إلى برامج إعادة التأهيل المناسبة بعد الإدانة من خلال تسخير ما يدفع عملية اتخاذ القرار الفردي. من خلال فهم الفروق الفردية في العدوان والتعاطف واتخاذ القرار والاندفاع - دون الإشارة إلى العرق - تقول المجموعة إنهم يستطيعون بناء طرق أفضل وأكثر عدالة لإعادة التأهيل. وباعتباره تقييمًا للمخاطر، فقد وجد أنه تنبؤي أو أكثر من تقييمات المخاطر الشائعة الاستخدام. تماشيًا مع مهمتهم المتمثلة في «تعزيز العدالة»، لا يقوم NCRA بجمع بيانات العرق لإجراء تقييم أكثر عدالة وغير متحيز.

## التحذيرات والمخاوف
يتأثر الرأي العام حول قانون علم الأعصاب بمختلف العوامل الثقافية، والسياسية والإعلامية. تكشف الاستطلاعات عن غياب الفهم الجيد لقانون علم الأعصاب بين عامة الناس. يعتمد القبول بشكل كبير على كيفية تأطير الموضوع، وقد يختلف حتى وفقًا لكل حزبية. نظرًا إلى التصوير المحسن لصورة مختبرات الطب الشرعي في البرامج التلفزيونية الشهيرة، واجه تصوير الدماغ انتقادات عديدة نتيجة وجود «تأثير سي إس آي». قد يتبنى بعض الأشخاص فهمًا خاطئًا لعلوم الطب الشرعي بناءً على الصور المعروضة غير الدقيقة. يؤدي هذا إلى امتلاكهم رأيًا قويًا حيال الأدلة التكنولوجية أو مبادرات قانون علم الأعصاب.
ما يزال مجال قانون علم الأعصاب غير مفهوم بالكامل. لا يوجد أدلة كافية على العلاقات البنيوية والوظيفية التي تسمح بربط سمة دماغية معينة مع سلوك أو مسألة إجرامية ما. تفتح حالة عدم اليقين هذه المجال أمام إساءة استخدام الأدلة العلمية العصبية في قاعة المحكمة. وصف بروفيسور علم القانون وعلم النفس ستيفن ج. مورس إساءة استخدام العلوم العصبية في قاعة المحكمة عبر مرض زائف أطلق عليه اسم متلازمة «ادعاء مسؤولية الدماغ». يشير مورس إلى قدرة البعض على تخفيض درجة المسؤولية الواقعة عليهم جراء أفعالهم أو إسقاطها عنهم بالكامل عند اعتبار هذه الأفعال ناجمة بسبب «الدماغ»، في الحالات التي لا يدعم فيها العلم هذه الادعاءات السببية. يثير مورس سؤالًا حول الجهة الواجب تحميلها مسؤولية الجرائم، الأدمغة أم الأشخاص المسؤولة عنها. 
يتوخى المشرعون والقضاة حذرهم نتيجة عدم توفر أي نتائج ملموسة في قانون علم الأعصاب. قبل اتخاذ قرارات حول كيفية تنظيم أبحاث العلوم العصبية واستخدامها في المحكمة، يجب على المشرعين والقضاة النظر في التأثيرات المفروضة من قبل التغييرات المقترحة. أظهر التصوير العصبي والأدلة الوراثية نتائج واعدة فيما يتعلق بالإجراءات القانونية وصمان بقاء المجرمين الخطرين خلف القضبان، لكن يبقى احتمال إساءة استخدامها قائمًا ما قد يتسبب في سجن أطراف غير مستحقة عمدًا أو بسبب إهمال استخدام العلم.
على الرغم من إدراك بعض الخبراء للإمكانيات والعيوب المترتبة على تصوير الدماغ، يستمر خبراء آخرون برفضهم لهذا المجال. في المستقبل، سيترتب على القضاة اتخاذ القرار المناسب بشأن صلة الأدلة العصبية وصلاحيتها من أجل استخدامها في قاعة المحكمة، ويجب على المحلفين إظهار استعدادهم لفهم المفاهيم العلمية مع توخي الحذر وعدم إعطاء إيمانهم الكامل للعلوم العصبية. 